# Conocrambus atrimictellus
Conocrambus atrimictellus är en fjärilsart som beskrevs av George Francis Hampson 1919. Conocrambus atrimictellus ingår i släktet Conocrambus och familjen Crambidae. Inga underarter finns listade i Catalogue of Life.